# Franska socialistpartiet (1902)
Franska socialistpartiet (Franska: Parti socialiste français, PSF) var ett politiskt parti grundat 1902 i Frankrike. Partiet grundades genom en sammanslagning av possibiliströrelsen Federationen av socialistiska arbetare i Frankrike (FTSF), Allemaniströrelsen Revolutionära socialistiska arbetarepartiet (POSR) och enskilda socialistiska politiker såsom Jean Jaurès. Ledaren för PSF blev Jean Jaurès.
Till skillnad från Frankrikes socialistiska parti (PSdF) som leddes av Jules Guesde, gav PSF sitt stöd till principen om samverkan med icke-socialister inom vänsterblocket Bloc des Gauches. Efter påtryckningar från Andra internationalen slogs PSF ihop med PSdF för att bilda Franska sektionen av Arbetarinternationalen (SFIO) 1905.